# 6618 Jimsimons
6618 Jimsimons eller 1936 SO är en asteroid i huvudbältet som upptäcktes den 16 september 1936 av den amerikanske astronomen Clyde Tombaugh vid Lowell-observatoriet. Den är uppkallad efter den amerikanska matematikern Jim Simons.
Asteroiden har en diameter på ungefär 11 kilometer och den tillhör asteroidgruppen Hungaria.